# Orășeni, Cozmeni
Orășeni (în ucraineană Оршівці, transliterat Orșivți și în germană Oroscheny) este un sat reședință de comună în raionul Cozmeni din regiunea Cernăuți (Ucraina). Are 2,380 locuitori, preponderent ucraineni (ruteni).
Satul este situat la o altitudine de 256 metri, pe malul râului Prut, în partea de centru-vest a raionului Cozmeni.

## Istorie
Localitatea Orășeni a făcut parte încă de la înființare din regiunea istorică Bucovina a Principatului Moldovei. Prima atestare documentară a localității datează din 25 februarie 1638.
După anexarea Bucovinei de către Imperiul Habsburgic în anul 1775, localitatea Orășeni a făcut parte din Ducatul Bucovinei, guvernat de către austrieci, făcând parte din districtul Cozmeni (în germană Kotzmann). Din 1859, funcționa la Orășeni o școală cu 6 clase.
După Unirea Bucovinei cu România la 28 noiembrie 1918, satul Orășeni a făcut parte din componența României, în Plasa Șipenițului a județului Cernăuți. Pe atunci, majoritatea populației era formată din ucraineni, existând și o comunitate de români. În perioada interbelică, pe aici trecea drumul național Botoșani - Cernăuți - Orășeni . Aici se găsea punctul de frontieră cu Sneatîn (în poloneză Śniatyń).
Ca urmare a Pactului Ribbentrop-Molotov (1939), Bucovina de Nord a fost anexată de către URSS la 28 iunie 1940, reintrând în componența României în perioada 1941-1944. Apoi, Bucovina de Nord a fost reocupată de către URSS în anul 1944 și integrată în componența RSS Ucrainene. 
Începând din anul 1991, satul Orășeni face parte din raionul Cozmeni al regiunii Cernăuți din cadrul Ucrainei independente. Conform recensământului din 1989, numărul locuitorilor care s-au declarat români plus moldoveni era de 14 (11+3), reprezentând 0,60% din populația comunei . În prezent, satul are 2.380 locuitori, preponderent ucraineni.

## Demografie
Componența lingvistică a comunei Orășeni
     Ucraineană (99,24%)
     Alte limbi (0,75%)
Conform recensământului din 2001, majoritatea populației comunei Orășeni era vorbitoare de ucraineană (99,24%), existând în minoritate și vorbitori de alte limbi.
1989: 2.324 (recensământ)
2007: 2.380 (estimare)

### Recensământul din 1930
Componența etnică a comunei Orășeni (județul Cernăuți)
     Români (4,69%)
     Ruteni (89,31%)
     Evrei (4,51%)
     Altă etnie (1,49%)
Componența confesională a comunei Orășeni
     Ortodocși (92,62%)
     Mozaici (4,48%)
     Romano-catolici (1,34%)
     Greco-catolici (1,3%)
     Altă religie (0,26%)
Conform recensământului efectuat în 1930, populația comunei Orășeni se ridica la 2.835 locuitori. Majoritatea locuitorilor erau ruteni (89,31%), cu o minoritate de evrei (4,51%) și una de români (4,69%). Alte persoane s-au declarat: germani (11 persoane), maghiari (5 persoane), bulgari (3 persoane), sârbi\croați\sloveni (1 persoană), armeni (1 persoană) și polonezi (19 persoane). Din punct de vedere confesional, majoritatea locuitorilor erau ortodocși (92,62%), dar existau și mozaici (4,48%), romano-catolici (1,34%) și greco-catolici (1,30%). Alte persoane au declarat: evanghelici\luterani (1 persoană), reformați\calvini (2 persoane) și armeano-catolici (1 persoană), iar 3 persoane nu au declarat religia.

## Obiective turistice
- Biserica de lemn cu hramul "Adormirea Maicii Domnului" - construită în anul 1850; are și o clopotniță de lemn din aceeași perioadă [7]